# Liechtenstein aux Jeux olympiques d'été de 1936
Le Liechtenstein participe aux Jeux olympiques d'été de 1936 à Berlin au Allemagne du 1er au 16 août 1936. Il s'agit de sa 1re participation à des Jeux d'été. Le pays est représenté par six athlètes dans trois sports et ne remporte pas de médaille au cours de ces Jeux.

## Athlétisme
Hommes
Courses
| Athlète      | Épreuve | Séries   | Séries       | Quarts-de-finale | Quarts-de-finale | Demi-finales | Demi-finales | Finale   | Finale |
| Athlète      | Épreuve | Résultat | Rang         | Résultat         | Rang             | Résultat     | Rang         | Résultat | Rang   |
| ------------ | ------- | -------- | ------------ | ---------------- | ---------------- | ------------ | ------------ | -------- | ------ |
| Xaver Frick  | 100 m   | -        | 6e (éliminé) | –                | –                | –            | –            | –        | –      |
| Xaver Frick  | 200 m   | -        | 6e (éliminé) | –                | –                | –            | –            | –        | –      |
| Oskar Ospelt | 100 m   | -        | 6e (éliminé) | –                | –                | –            | –            | –        | –      |

Concours
| Athlète      | Épreuve          | Qualification | Qualification | Finale   | Finale |
| Athlète      | Épreuve          | Distance      | Rang          | Distance | Rang   |
| ------------ | ---------------- | ------------- | ------------- | -------- | ------ |
| Oskar Ospelt | Lancer du disque | -             | DNQ           | –        | –      |

## Cyclisme sur route
| Athlète         | Compétition     | Temps | Rang |
| --------------- | --------------- | ----- | ---- |
| Adolf Schreiber | Course en ligne | -     | DNF  |

## Tir
| Athlète        | Compétition                    | Finale | Finale |
| Athlète        | Compétition                    | Points | Rang   |
| -------------- | ------------------------------ | ------ | ------ |
| Augustin Hilti | 50 m carabine position couchée | 288    | 44e    |
| Rudolf Jehle   | 50 m carabine position couchée | 280    | 63e    |
| Rudolf Senti   | 50 m carabine position couchée | 281    | 61e    |

## Sources
- (en) Cet article est partiellement ou en totalité issu de l’article de Wikipédia en anglais intitulé « Liechtenstein at the 1936 Summer Olympics » (voir la liste des auteurs).